# Барий
| 56        | Барий |
| Ba137,327 |       |
| 6s2       |       |

Ба́рий (химический символ — Ba, от лат. Barium) — химический элемент 2-й группы (по устаревшей классификации — главной подгруппы второй группы, IIA) шестого периода периодической системы химических элементов Д. И. Менделеева с атомным номером 56. щёлочноземельный металл.
Простое вещество барий — мягкий, вязкий, ковкий металл серебристо-белого цвета (ультрачистый барий имеет лёгкий золотистый оттенок). Обладает высокой химической активностью, тускнеет на воздухе, реагирует с водой.

## История
Барий был открыт в виде оксида BaO в 1774 году Карлом Шееле и Юханом Ганом.
В 1808 году английский химик Гемфри Дэви электролизом влажного гидроксида бария с ртутным катодом получил амальгаму бария; после испарения ртути при нагревании он выделил металлический барий.

## Происхождение названия
Своё название получил от др.-греч. βαρύς — «тяжёлый».

## Физические свойства
Полная электронная конфигурация атома бария: 1s22s22p63s23p64s23d104p65s24d105p66s2
Барий — серебристо-белый (с лёгким золотистым оттенком) ковкий металл с плотностью 3,78 г/см3. При резком ударе раскалывается. Примесь ртути (например, при получении амальгамным методом) делает его хрупким. При нормальном давлении существуют две аллотропные модификации бария: до 375 °C устойчив α-Ba, кубической сингонии (объёмно-центрированная решётка), пространственная группа Im3m, параметры ячейки a = 0,501 нм, при более высоких температурах устойчив β-Ba. Теплота перехода Ba-α ↔ Ba-β составляет 0,86 кДж/моль. При давлении 5530 МПа и 19 °C обнаружена гексагональная модификация.
Температура плавления 727 °C (1000 К), кипения 1637 °C (1910 К). Теплота плавления 7,12 кДж/моль. Теплота испарения 150,9 кДж/моль (при температуре кипения). Тройная точка: 710 °C, 1,185 Па. Критическая температура 2497 °C. Давление пара около 50 мм рт.ст. при 1200 °C. Теплоёмкость при постоянном давлении 28,1 Дж/(моль·К). Энтропия S0
298 62,5 Дж/(моль·К). Температурный коэффициент линейного расширения (17…21)·10−6 К−1.
Твёрдость по шкале Мооса, по разным данным, 1,25, 1,5, 2 или 3. Твёрдость по Бриннелю 42 МПа. Коэффициент сжимаемости 1,04·1012 Па−1.
Барий является парамагнетиком, его магнитная восприимчивость 1,5·108. Удельное электрическое сопротивление бария 6·10−8 Ом·м (при 0 °С). Температурный коэффициент сопротивления 3,6·10−3 К−1.
Энергия ионизации Ba → Ba+ 5,19 эВ, Ba+ → Ba2+ 9,95 эВ.
Соли бария окрашивают пламя газовой горелки в жёлто-зелёный цвет.

## Химические свойства
Барий — щёлочноземельный химически активный металл, в соединениях проявляет степень окисления +2. На воздухе барий быстро окисляется, образуя на поверхности смесь оксида бария (BaO) и нитрида бария (Ba3N2), теряя при этом блеск и становясь сперва коричневато-жёлтым, а затем серым. При незначительном нагревании на воздухе воспламеняется.
Энергично реагирует с водой, образуя гидроксид бария {\displaystyle {\ce {Ba(OH)2}}}:
{\displaystyle {\mathsf {Ba+2H_{2}O\rightarrow Ba(OH)_{2}+H_{2}\uparrow }}}
Активно взаимодействует с разбавленными кислотами. Многие соли бария нерастворимы или малорастворимы в воде: сульфат бария (BaSO4), сульфит бария (BaSO3), карбонат бария (BaCO3), фосфат бария (Ba3(PO4)2). Сульфид бария (BaS), в отличие от сульфида кальция (CaS), хорошо растворим в воде. Растворимые соли бария позволяют определить наличие в растворе серной кислоты и её растворимых солей по выпадению белого осадка сульфата бария, нерастворимого в воде и кислотах.
Кроме сульфида бария, растворимы в воде также цианид {\displaystyle {\ce {Ba(CN)2}}}, тиоцианат {\displaystyle {\ce {Ba(SCN)2}}} и ацетат {\displaystyle {\ce {Ba(CH3COO)2}}}.
Легко вступает в реакцию с галогенами, образуя галогениды.
При нагревании с водородом образует гидрид бария ({\displaystyle {\ce {BaH2}}}), который, в свою очередь, с гидридом лития {\displaystyle {\ce {LiH}}} даёт комплекс {\displaystyle {\ce {Li[BaH3]}}}.
{\displaystyle {\mathsf {Ba+H_{2}\rightarrow BaH_{2}}}}
{\displaystyle {\mathsf {BaH_{2}+LiH\rightarrow Li[BaH_{3}]}}}
Реагирует при нагревании с аммиаком:
{\displaystyle {\mathsf {6Ba+2NH_{3}\rightarrow 3BaH_{2}+Ba_{3}N_{2}}}}
Нитрид бария Ba3N2 при нагревании взаимодействует с CO, образуя цианид:
{\displaystyle {\mathsf {Ba_{3}N_{2}+2CO\rightarrow Ba(CN)_{2}+2BaO}}}
С жидким аммиаком даёт тёмно-синий раствор, из которого можно выделить аммиакат [Ba(NH3)6], имеющий золотистый блеск и легко разлагающийся с отщеплением NH3. В присутствии платинового катализатора аммиакат разлагается с образованием амида бария:
{\displaystyle {\mathsf {[Ba(NH_{3})_{6}]\rightarrow Ba(NH_{2})_{2}+4NH_{3}+H_{2}}}}
Карбид бария (BaC2) может быть получен при нагревании в дуговой печи BaO с углём.
{\displaystyle {\mathsf {BaO+3C\rightarrow BaC_{2}+CO\uparrow }}}
С фосфором образует фосфид (Ba3P2):
{\displaystyle {\mathsf {3Ba+2P\rightarrow Ba_{3}P_{2}}}}
Барий восстанавливает оксиды, галогениды и сульфиды многих металлов до соответствующего металла.
Реагирует при комнатной температуре с углекислым газом, образуя карбид бария BaC2.

## Получение

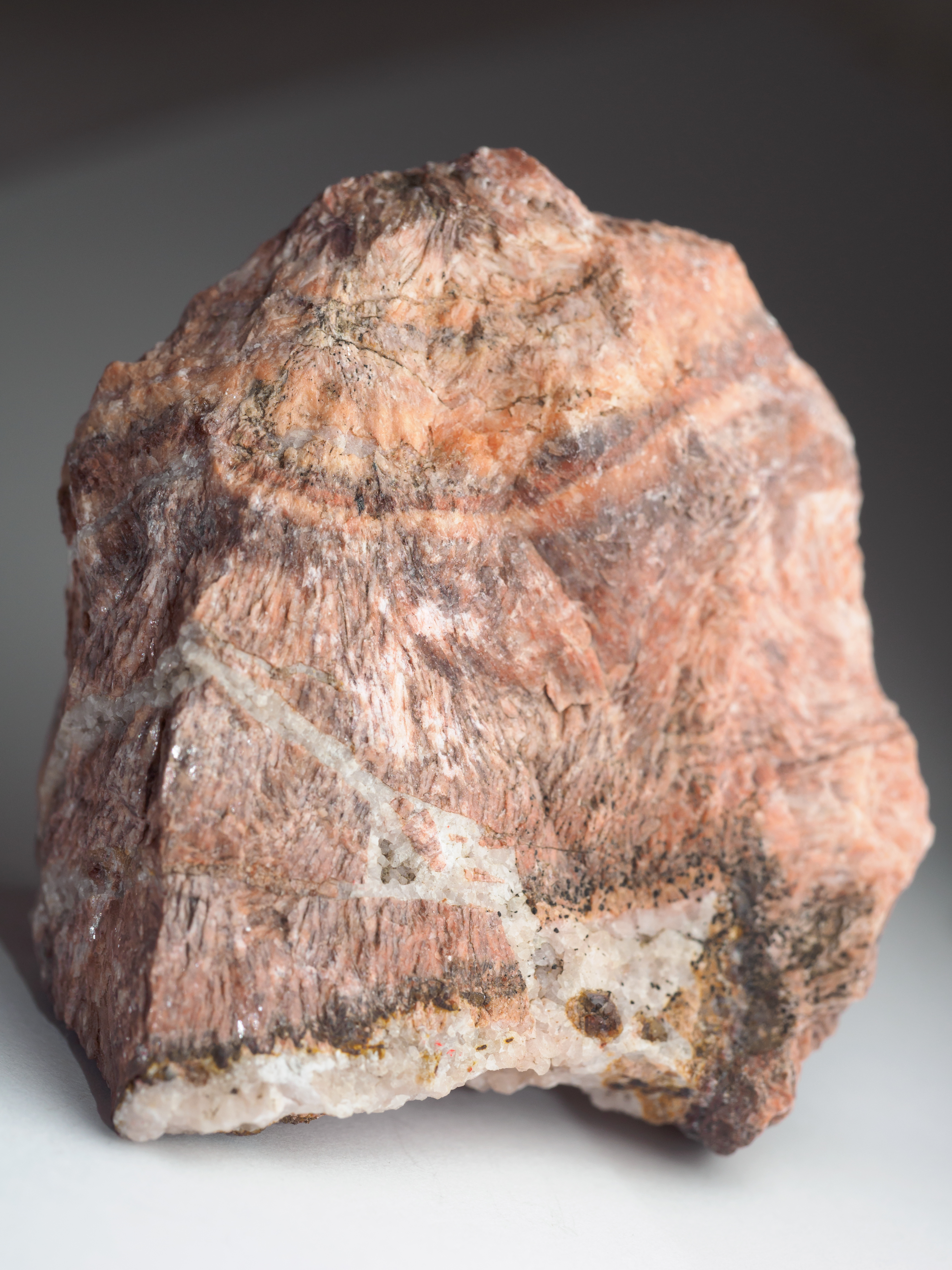
Минерал бария — барит

Основное сырьё для получения бария — баритовый концентрат (80—95 % BaSO4), который, в свою очередь, получают флотацией барита. Сульфат бария в дальнейшем восстанавливают коксом или природным газом:
{\displaystyle {\mathsf {BaSO_{4}+4C\rightarrow BaS+4CO\uparrow }}}
{\displaystyle {\mathsf {BaSO_{4}+2CH_{4}\rightarrow BaS+2C+4H_{2}O}}}
Далее сульфид бария при нагревании гидролизуют до гидроксида бария (Ba(OH)2) или под действием CO2 превращают в нерастворимый карбонат бария (BaCO3), который затем переводят в оксид бария (BaO) (прокаливание при 800 °C для Ba(OH)2 и свыше 1000 °C для BaCO3):
{\displaystyle {\mathsf {BaS+2H_{2}O\rightarrow Ba(OH)_{2}+H_{2}S\uparrow }}}
{\displaystyle {\mathsf {BaS+H_{2}O+CO_{2}\rightarrow BaCO_{3}+H_{2}S\uparrow }}}
{\displaystyle {\mathsf {BaCO_{3}\rightarrow BaO+CO_{2}\uparrow }}}
Получают металлический барий электролизом безводного расплава хлорида бария:
{\displaystyle {\mathsf {BaCl_{2}\rightarrow Ba+Cl_{2}\uparrow }}}

## Качественный и количественный анализ
Качественно в растворах барий обнаруживается по выпадению осадка сульфата бария (BaSO4), отличимого от соответствующих сульфатов кальция и сульфатов стронция крайне низкой растворимостью в неорганических кислотах.
Родизонат натрия выделяет из нейтральных солей бария характерный красно-бурый осадок. Реакция является очень чувствительной, специфичной, позволяя определить 1 часть ионов бария на 210000 массовых частей раствора.
Соединения бария окрашивают пламя в жёлто-зелёный цвет (длина волн 455 и 493 нм).
Количественно барий определяют гравиметрическим методом в виде BaSO4 или BaCrO4.

## Применение
Вакуумные электронные приборы
Металлический барий, часто в сплаве с алюминием или магнием используется в качестве газопоглотителя (геттера) в высоковакуумных электронных приборах, так как активно реагирует со многими газами, частично, в том числе, инертными, за счёт растворения их в кристаллической решетке. 
Оксид бария, в составе твёрдого раствора оксидов других щёлочноземельных металлов — кальция и стронция (CaO, SrO), используется в качестве активного слоя катодов косвенного накала.
Антикоррозионный материал
Барий добавляется совместно с цирконием в жидкометаллические теплоносители (сплавы натрия, калия, рубидия, лития, цезия) для уменьшения агрессивности последних к трубопроводам, и в металлургии.
Сегнето- и пьезоэлектрик
Титанат бария используется в качестве диэлектрика при изготовлении керамических конденсаторов, а также в качестве материала для пьезоэлектрических микрофонов и пьезокерамических излучателей.
Оптика
Фторид бария применяется в виде монокристаллов в оптике (линзы, призмы).
Пиротехника

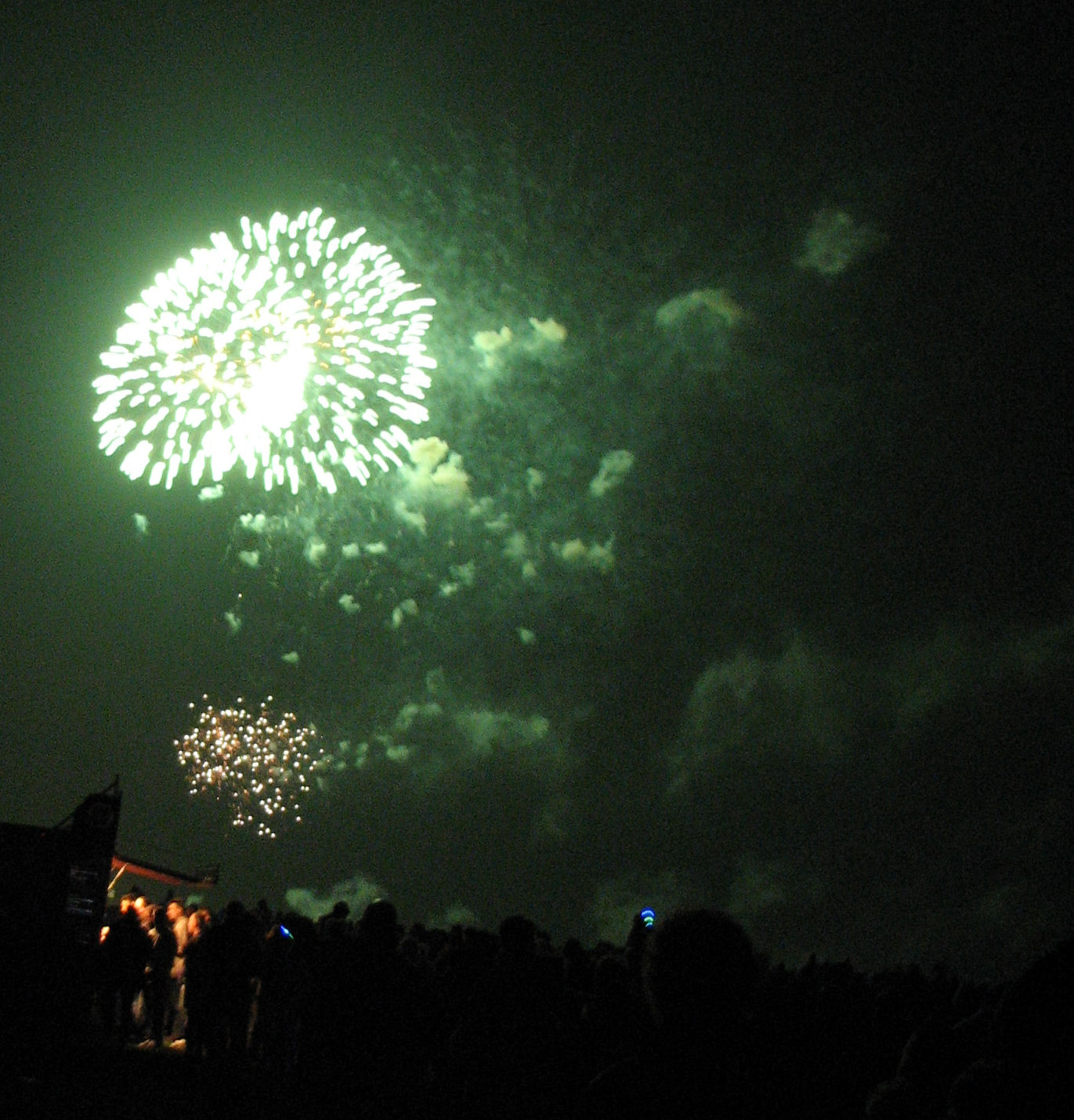
Зелёный фейерверк, окрашенный соединениями бария

Пероксид бария используется для пиротехники и как окислитель.
Нитрат бария и хлорат бария используется в пиротехнике для окрашивания пламени (зелёный огонь).
Атомно-водородная энергетика
Хромат бария применяется при получении водорода и кислорода термохимическим способом (цикл Ок-Ридж, США).
Высокотемпературная сверхпроводимость
Пероксид бария совместно с оксидами меди и редкоземельных металлов, а также купрат бария, применяются для синтеза сверхпроводящей керамики, работающей при температуре жидкого азота и выше.

##### Легирование сплавов
Применение бария для легирования сплавов невелико, ограничивается, главным образом, экспериментальными работами; например, предлагается легирование барием свинцово-кальциевых аккумуляторных электродов для снижения их коррозионного повреждения.
Вместе с тем, барий применяется в виде лигатур для раскисления, дефосфоризации и десульфуризации специальных сплавов, сталей и чугунов; примером такой лигатуры является алюмобариевая АБа45.  
Сплав бария с никелем ранее использовался в радиолампах.
Ядерная энергетика
Оксид бария применяется для варки специального сорта стекла — применяемого для покрытия урановых стержней. Один из широкораспространённых типов таких стёкол имеет следующий состав: оксид фосфора — 61 %, ВаО — 32 %, оксид алюминия — 1,5 %, оксид натрия — 5,5 %.
В стекловарении для атомной промышленности применяется также и фосфат бария.
Химические источники тока
Фторид бария используется в твердотельных фторионных аккумуляторных батареях в качестве компонента фторидного электролита.
Оксид бария используется в мощных медноокисных аккумуляторах в качестве компонента активной массы (окись бария-окись меди).
Сульфат бария применяется в качестве расширителя активной массы отрицательного электрода при производстве свинцово-кислотных аккумуляторов.
Применение в медицине
Сульфат бария, нерастворимый и нетоксичный, применяется в качестве рентгеноконтрастного вещества при медицинском обследовании желудочно-кишечного тракта.

## Нахождение в природе
Содержание бария в земной коре составляет 0,05 % по массе; в морской воде среднее содержание бария составляет 0,02 мг/л. Барий активен, он входит в подгруппу щёлочноземельных металлов и в минералах связан достаточно прочно. Основные минералы: барит (BaSO4) и витерит (BaCO3).
Редкие минералы бария: цельзиан или бариевый полевой шпат (алюмосиликат бария), гиалофан (смешанный алюмосиликат бария и калия), нитробарит (нитрат бария) и пр.

### Типы месторождений
По минеральным ассоциациям баритовые руды делятся на мономинеральные и комплексные. Комплексные подразделяются на барито-сульфидные (содержат сульфиды свинца, цинка, иногда меди и железного колчедана, реже Sn, Ni, Au, Ag), барито-кальцитовые (содержат до 75 % кальцита), железо-баритовые (содержат магнетит, гематит, а в верхних зонах гётит и гидрогётит) и барито-флюоритовые (кроме барита и флюорита, обычно содержат кварц и кальцит, а в виде небольших примесей иногда присутствуют сульфиды цинка, свинца, меди и ртути).
С практической точки зрения наибольший интерес представляют гидротермальные жильные мономинеральные, барито-сульфидные и барито-флюоритовые месторождения. Промышленное значение имеют также некоторые метасоматические пластовые месторождения и элювиальные россыпи. Осадочные месторождения, представляющие собой типичные химические осадки водных бассейнов, встречаются редко и существенной роли не играют.
Как правило, баритовые руды содержат другие полезные компоненты (флюорит, галенит, сфалерит, медь, золото в промышленных концентрациях), поэтому они используются комплексно.

## Изотопы
Известны изотопы бария с массовыми числами от 114 до 153, и 10 ядерных изомеров. Природный барий состоит из смеси шести стабильных изотопов (132Ba, 134Ba, 135Ba, 136Ba, 137Ba, 138Ba) и одного изотопа с огромным периодом полураспада, много больше возраста Вселенной (130Ba).

## Биологическая роль
Барий относится к токсичным микроэлементам. В человеческом организме ионы бария оказывают выраженное влияние на гладкие мышцы.
Суточная потребность организма человека в барии чётко не установлена; среднесуточное поступление бария в организм находится в пределах 0,3—1 миллиграммов.
Содержание бария в человеческом организме составляет 20—22 мг.
В микроколичествах барий находится во всех органах и тканях, но наивысшая концентрация данного микроэлемента приходится на головной мозг, селезёнку, мышцы, а также — на хрусталик глаза (барий находится во всех областях глаза). Около 90 % всего микроэлемента концентрируется в костях и зубах.

### Токсичность
Барий и его некоторые соединения могут являться токсичными при превышении ПДК в пище и в воде. Предельно допустимая концентрация бария в питьевой воде составляет 0,7 мг/дм³ и в соответствии с российскими гигиеническими нормативами нормируется по санитарно-токсикологическому лимитирующему признаку вредности; класс опасности — 2 (вещества высокоопасные).
Контакт металлического бария с кожей и слизистыми оболочками приводит к химическим ожогам. Вследствие хорошей растворимости в воде из солей бария наиболее опасен хлорид, а также — опасны нитрит, гипохлорит, иодид, бромид, сульфид, хлорат, бромат и перманганат. При попадании на кожу в больших количествах могут вызвать химический ожог также оксид бария, пероксид бария, надпероксид бария и едкий барит.
Хорошо растворимые в воде соли бария быстро резорбируются в кишечнике. Смерть может наступить уже через несколько часов от паралича сердца.

### Симптомы отравления растворимыми солями бария
Симптомы острого отравления растворимыми солями бария: слюнотечение, жжение во рту и пищеводе. Боли в желудке, колики, тошнота, рвота, понос, повышенное кровяное давление, твёрдый неправильный пульс, судороги, позже возможны и параличи, синюшность лица и конечностей (конечности холодные), обильный холодный пот, мышечная слабость, в особенности конечностей, доходящая до того, что отравленный не может пошевелить головой. Расстройство походки, а также речи вследствие паралича мышц глотки и языка. Одышка, головокружение, шум в ушах, расстройство зрения.
В случае тяжёлого отравления смерть наступает внезапно или в течение одних суток. Тяжёлые отравления наступают при приёме внутрь 0,2—0,5 г растворимых солей бария, смертельная доза 0,8—0,9 г.

### Помощь при отравлении
Для оказании первой помощи необходимо промыть желудок 1 % раствором сульфата натрия или магния. Клизмы из 10 % растворов тех же солей. Приём внутрь раствора тех же солей (2 части соли на 15 частей воды) по столовой ложке каждые 5 мин. Рвотные средства для удаления из желудка образовавшегося нерастворимого сульфата бария. Внутривенно 10—20 мл 3 % раствора сульфата натрия. Подкожно — камфора, кофеин, лобелин — по показаниям. Тепло на ноги. Внутрь слизистые супы и молоко.

## Хранение
Хранят металлический барий в керосине или под слоем парафина (в связи с его химической реактивностью).

## Цены
Цены на металлический барий в слитках чистотой 99,9 % колеблются[когда?] около 30 долларов за 1 кг.